# (202421) 2005 UQ513
(202421) 2005 UQ513 – planetoida, obiekt transneptunowy odkryty w 2005 roku.
Planetoida prawdopodobnie należy do klasy cubewano. Jej duża jasność absolutna ok. 3,97m kwalifikuje ją do największych kandydatów na planety karłowate.

## Klasyfikacja
Minor Planet Center (MPC) – oficjalna organizacja odpowiedzialna za zbieranie danych obserwacyjnych małych ciał Układu Słonecznego – zalicza (202421) 2005 UQ513 do typu cubewano, a więc jako należący do Pasa Kuipera. Jednak Deep Ecliptic Survey (DES) uznaje obiekt za należący do dysku rozproszonego.

## Orbita
Planetoida obecnie zbliża się do Słońca (w 2025 roku znajdowała się w odległości ok. 47,5 j.a. od Słońca), a przejdzie przez peryhelium ok. 2122 roku. Już po odkryciu udało się ją zlokalizować na wcześniejszych zdjęciach wykonanych począwszy od 15 września 1990 roku.